# Lampros Choutos
Lampros Choutos (Λάμπρος Χούτος; Atene, 7 dicembre 1979) è un ex calciatore greco, di ruolo attaccante.

## Caratteristiche tecniche
Ritenuto un valido prospetto in giovane età, era una punta agile e capace d'imprimere grande potenza al tiro.
Una serie d'infortuni e il conseguente scarso minutaggio finirono tuttavia per comprometterne la carriera, determinando un precoce ritiro a soli trent'anni.

## Carriera

### Club
Messosi in luce tra le giovanili del Panathinaikos, fu tesserato dalla Roma nel 1993 per volere di Bruno Conti: a destare l'attenzione della società capitolina concorse una videocassetta inviata dallo stesso calciatore, il quale aveva documentato in tal modo le proprie abilità.
La spiccata propensione al gol rivelata nel Campionato Primavera — manifestazione di cui risultò cannoniere nel 1996 — indusse l'allenatore Carlo Mazzone ad avvalersi del greco in prima squadra, con l'esordio in Serie A compiuto il 20 aprile 1996 durante un derby del Sole vinto per 4-1 dai giallorossi contro il Napoli. Successivamente tornato a far parte del settore giovanile, il 30 settembre 1999 debuttò in campo europeo partecipando alla gara col Vitória Setubal valevole per la Coppa UEFA.
Rientrato in patria nel 2000 vestendo la maglia dell'Olympiakos, contribuì grazie alle proprie reti ad un poker di titoli nazionali: nella stagione 2001-02 non refertò tuttavia apparizioni sul rettangolo verde, complice l'operazione chirurgica subìta dopo la rottura del crociato. Nell'estate 2004 venne acquistato dall'Inter, ritrovandosi però ai margini dell'organico per un reparto offensivo già ampio: nel gennaio 2005 si trasferì quindi all'Atalanta con la formula del prestito, racimolando una sola presenza nell'ultima giornata di campionato a cui gli orobici si presentarono aritmeticamente retrocessi.
Divisosi tra Maiorca e Reggina per l'annata 2005-06, riprese a vestire i colori nerazzurri nel vittorioso campionato 2006-07 disputando un unico incontro nell'arco del torneo.
Un buon rendimento al Panionios — formazione ellenica con la quale si accordò nell'estate 2007 — non conobbe seguito tra i connazionali del PAOK Salonicco, mentre l'esperienza in Prima Divisione con l'abruzzese Valle del Giovenco ne rappresentò l'ultima tappa della carriera: svincolato a seguito del fallimento occorso alla società nel 2010, abbandonò l'attività calcistica appena trentenne.

### Nazionale
Autore di un exploit con l'Under-21 greca, tra le cui file realizzò ben 15 gol in sole 10 partite, conta anche 3 reti in Nazionale maggiore.

## Statistiche

### Presenze e reti nei club
Statistiche aggiornate al 30 giugno 2011.
| Stagione          | Squadra           | Campionato        | Campionato | Campionato | Coppe nazionali | Coppe nazionali | Coppe nazionali | Coppe continentali | Coppe continentali | Coppe continentali | Altre coppe | Altre coppe | Altre coppe | Totale | Totale |
| Stagione          | Squadra           | Comp              | Pres       | Reti       | Comp            | Pres            | Reti            | Comp               | Pres               | Reti               | Comp        | Pres        | Reti        | Pres   | Reti   |
| ----------------- | ----------------- | ----------------- | ---------- | ---------- | --------------- | --------------- | --------------- | ------------------ | ------------------ | ------------------ | ----------- | ----------- | ----------- | ------ | ------ |
| 1995-1996         | Roma              | A                 | 1          | 0          | CI              | 0               | 0               | CU                 | 0                  | 0                  | -           | -           | -           | 1      | 0      |
| 1996-1997         | Roma              | A                 | 0          | 0          | CI              | -               | -               | CU                 | -                  | -                  | -           | -           | -           | 0      | 0      |
| 1997-1998         | Roma              | A                 | 0          | 0          | CI              | -               | -               | -                  | -                  | -                  | -           | -           | -           | 0      | 0      |
| 1998-1999         | Roma              | A                 | 0          | 0          | CI              | -               | -               | CU                 | -                  | -                  | -           | -           | -           | 0      | 0      |
| 1999-gen. 2000    | Roma              | A                 | 2          | 0          | CI              | 0               | 0               | CU                 | 1                  | 0                  | -           | -           | -           | 3      | 0      |
| Totale Roma       | Totale Roma       | Totale Roma       | 3          | 0          |                 | 0               | 0               |                    | 1                  | 0                  |             | -           | -           | 4      | 0      |
| gen.-giu. 2000    | Olympiacos        | A                 | 13         | 7          | CG              | 1               | 0               | UCL                | -                  | -                  | -           | -           | -           | 14     | 7      |
| 2000-2001         | Olympiacos        | A                 | 6          | 3          | CG              | 12              | 6               | UCL                | 3                  | 0                  | -           | -           | -           | 21     | 9      |
| 2001-2002         | Olympiacos        | A                 | 0          | 0          | CG              | -               | -               | UCL                | -                  | -                  | -           | -           | -           | 0      | 0      |
| 2002-2003         | Olympiacos        | A                 | 20         | 10         | CG              | 6               | 3               | UCL                | 2                  | 1                  | -           | -           | -           | 28     | 14     |
| 2003-2004         | Olympiacos        | A                 | 8          | 2          | CG              | 4               | 1               | UCL                | 1                  | 0                  | -           | -           | -           | 13     | 3      |
| Totale Olympiakos | Totale Olympiakos | Totale Olympiakos | 47         | 22         |                 | 23              | 10              |                    | 6                  | 1                  |             | -           | -           | 76     | 33     |
| 2004-gen. 2005    | Inter             | A                 | 0          | 0          | CI              | -               | -               | UCL                | -                  | -                  | -           | -           | -           | 0      | 0      |
| gen.-giu. 2005    | Atalanta          | A                 | 1          | 0          | CI              | -               | -               | -                  | -                  | -                  | -           | -           | -           | 1      | 0      |
| 2005-gen. 2006    | Maiorca           | PD                | 9          | 2          | CR              | 1               | 1               | -                  | -                  | -                  | -           | -           | -           | 10     | 3      |
| gen.-giu. 2006    | Reggina           | A                 | 9          | 0          | CI              | 0               | 0               | -                  | -                  | -                  | -           | -           | -           | 9      | 0      |
| 2006-2007         | Inter             | A                 | 1          | 0          | CI              | 2               | 0               | UCL                | 0                  | 0                  | SI          | 0           | 0           | 3      | 0      |
| Totale Inter      | Totale Inter      | Totale Inter      | 1          | 0          |                 | 2               | 0               |                    | 0                  | 0                  |             | 0           | 0           | 3      | 0      |
| 2007-2008         | Panionios         | SL                | 18         | 10         | CG              | 2               | 1               | -                  | -                  | -                  | -           | -           | -           | 20     | 11     |
| 2008-gen. 2009    | Panionios         | SL                | 9          | 2          | CG              | 1               | 0               | Int.               | 4                  | 2                  | -           | -           | -           | 14     | 4      |
| Totale Panionios  | Totale Panionios  | Totale Panionios  | 27         | 12         |                 | 3               | 1               |                    | 4                  | 2                  |             | -           | -           | 34     | 15     |
| gen.-giu. 2009    | PAOK              | SL                | 9          | 0          | CG              | -               | -               | -                  | -                  | -                  | -           | -           | -           | 9      | 0      |
| 2009-2010         | Pescina VG        | PD                | 18         | 3          | CI+CI-LP        | 1+2             | 0+0             | -                  | -                  | -                  | -           | -           | -           | 21     | 3      |
| Totale carriera   | Totale carriera   | Totale carriera   | 124        | 39         |                 | 32              | 12              |                    | 11                 | 3                  |             | 0           | 0           | 167    | 54     |

### Cronologia presenze e reti in nazionale
| Cronologia completa delle presenze e delle reti in nazionale ― Grecia | Cronologia completa delle presenze e delle reti in nazionale ― Grecia | Cronologia completa delle presenze e delle reti in nazionale ― Grecia | Cronologia completa delle presenze e delle reti in nazionale ― Grecia | Cronologia completa delle presenze e delle reti in nazionale ― Grecia | Cronologia completa delle presenze e delle reti in nazionale ― Grecia | Cronologia completa delle presenze e delle reti in nazionale ― Grecia | Cronologia completa delle presenze e delle reti in nazionale ― Grecia |
| Data                                                                  | Città                                                                 | In casa                                                               | Risultato                                                             | Ospiti                                                                | Competizione                                                          | Reti                                                                  | Note                                                                  |
| --------------------------------------------------------------------- | --------------------------------------------------------------------- | --------------------------------------------------------------------- | --------------------------------------------------------------------- | --------------------------------------------------------------------- | --------------------------------------------------------------------- | --------------------------------------------------------------------- | --------------------------------------------------------------------- |
| 16-12-1999                                                            | Larissa                                                               | Grecia                                                                | 2 – 0                                                                 | Moldavia                                                              | Amichevole                                                            | -                                                                     | 46’                                                                   |
| 29-3-2000                                                             | Atene                                                                 | Grecia                                                                | 2 – 0                                                                 | Romania                                                               | Amichevole                                                            | 1                                                                     | 60’                                                                   |
| 2-9-2000                                                              | Amburgo                                                               | Germania                                                              | 2 – 0                                                                 | Grecia                                                                | Qual. Mondiali 2002                                                   | -                                                                     | 65’                                                                   |
| 7-10-2000                                                             | Atene                                                                 | Grecia                                                                | 1 – 0                                                                 | Finlandia                                                             | Qual. Mondiali 2002                                                   | -                                                                     | 80’                                                                   |
| 11-10-2000                                                            | Tirana                                                                | Albania                                                               | 2 – 0                                                                 | Grecia                                                                | Qual. Mondiali 2002                                                   | -                                                                     |                                                                       |
| 15-11-2000                                                            | Rodi                                                                  | Grecia                                                                | 0 – 2                                                                 | Slovacchia                                                            | Amichevole                                                            | -                                                                     | 46’                                                                   |
| 29-1-2003                                                             | Larnaca                                                               | Cipro                                                                 | 1 – 2                                                                 | Grecia                                                                | Amichevole                                                            | 1                                                                     | 46’                                                                   |
| 30-4-2003                                                             | Žilina                                                                | Slovacchia                                                            | 2 – 2                                                                 | Grecia                                                                | Amichevole                                                            | 1                                                                     | 66’                                                                   |
| 11-6-2003                                                             | Atene                                                                 | Grecia                                                                | 1 – 0                                                                 | Ucraina                                                               | Qual. Euro 2004                                                       | -                                                                     | 66’                                                                   |
| 20-8-2003                                                             | Norrköping                                                            | Svezia                                                                | 1 – 2                                                                 | Grecia                                                                | Amichevole                                                            | -                                                                     | 71’                                                                   |
| Totale                                                                |                                                                       | Presenze                                                              | 10                                                                    |                                                                       | Reti                                                                  | 3                                                                     |                                                                       |

| Cronologia completa delle presenze e delle reti in nazionale ― Grecia under 21 | Cronologia completa delle presenze e delle reti in nazionale ― Grecia under 21 | Cronologia completa delle presenze e delle reti in nazionale ― Grecia under 21 | Cronologia completa delle presenze e delle reti in nazionale ― Grecia under 21 | Cronologia completa delle presenze e delle reti in nazionale ― Grecia under 21 | Cronologia completa delle presenze e delle reti in nazionale ― Grecia under 21 | Cronologia completa delle presenze e delle reti in nazionale ― Grecia under 21 | Cronologia completa delle presenze e delle reti in nazionale ― Grecia under 21 |
| Data                                                                           | Città                                                                          | In casa                                                                        | Risultato                                                                      | Ospiti                                                                         | Competizione                                                                   | Reti                                                                           | Note                                                                           |
| ------------------------------------------------------------------------------ | ------------------------------------------------------------------------------ | ------------------------------------------------------------------------------ | ------------------------------------------------------------------------------ | ------------------------------------------------------------------------------ | ------------------------------------------------------------------------------ | ------------------------------------------------------------------------------ | ------------------------------------------------------------------------------ |
| 26-3-1999                                                                      | Atene                                                                          | Grecia under 21                                                                | 2 – 1                                                                          | Norvegia under 21                                                              | Qual. Europeo Under-21 2000                                                    | 1                                                                              |                                                                                |
| 30-3-1999                                                                      | Ozolnieki                                                                      | Lettonia under 21                                                              | 0 – 2                                                                          | Grecia under 21                                                                | Qual. Europeo Under-21 2000                                                    | 1                                                                              | 42’                                                                            |
| 4-6-1999                                                                       | Tbilisi                                                                        | Georgia under 21                                                               | 1 – 1                                                                          | Grecia under 21                                                                | Qual. Europeo Under-21 2000                                                    | 1                                                                              |                                                                                |
| 8-6-1999                                                                       | Atene                                                                          | Grecia under 21                                                                | 6 – 0                                                                          | Lettonia under 21                                                              | Qual. Europeo Under-21 2000                                                    | 3                                                                              |                                                                                |
| 3-9-1999                                                                       | Hønefoss                                                                       | Norvegia under 21                                                              | 2 – 1                                                                          | Grecia under 21                                                                | Qual. Europeo Under-21 2000                                                    | -                                                                              |                                                                                |
| 7-9-1999                                                                       | Atene                                                                          | Grecia under 21                                                                | 5 – 2                                                                          | Albania under 21                                                               | Qual. Europeo Under-21 2000                                                    | 2                                                                              |                                                                                |
| 8-10-1999                                                                      | Ruše                                                                           | Slovenia under 21                                                              | 0 – 5                                                                          | Grecia under 21                                                                | Qual. Europeo Under-21 2000                                                    | 3                                                                              | 72’                                                                            |
| 13-11-1999                                                                     | Teplice                                                                        | Rep. Ceca under 21                                                             | 3 – 0                                                                          | Grecia under 21                                                                | Qual. Europeo Under-21 2000                                                    | -                                                                              | 26’                                                                            |
| 15-8-2000                                                                      | ?                                                                              | Svizzera under 21                                                              | 1 – 3                                                                          | Grecia under 21                                                                | Amichevole                                                                     | 2                                                                              |                                                                                |
| Totale                                                                         |                                                                                | Presenze                                                                       | 9                                                                              |                                                                                | Reti                                                                           | 13                                                                             |                                                                                |

## Palmarès

### Club

#### Competizioni nazionali
- Campionato greco: 4

Olympiakos: 1999-2000, 2000-2001, 2001-2002, 2002-2003
- Campionato italiano: 1

Inter: 2006-2007